# دیوید نیاتی
دیوید نیاتی (انگلیسی: David Nyathi؛ زادهٔ ۲۲ مارس ۱۹۶۹) بازیکن فوتبال اهل آفریقای جنوبی بود.
از باشگاه‌هایی که در آن بازی کرده‌است می‌توان به باشگاه ورزشی تنریف، باشگاه فوتبال آژاکس کیپ‌تاون، باشگاه فوتبال کالیاری، باشگاه فوتبال سنت گالن، باشگاه فوتبال آنکاراگوچو، و باشگاه فوتبال کایزر چیفس اشاره کرد.
وی همچنین در تیم ملی فوتبال آفریقای جنوبی بازی کرده‌است.